# Niloofar Beyzaie

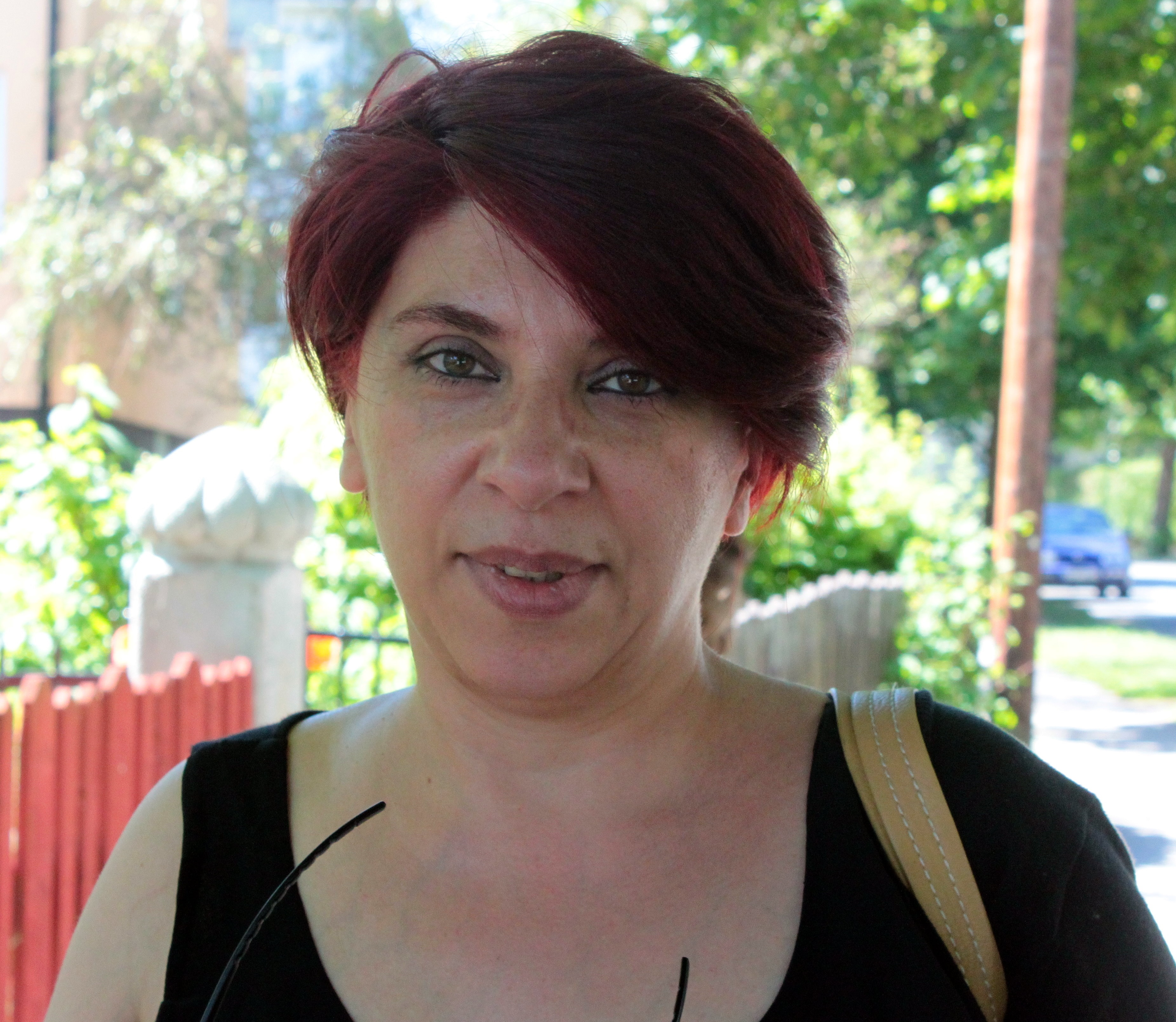
Niloofar Beyzaie, 2014

Niloofar Beyzaie (* 15. Januar 1967 in Teheran) (auch: Niloufar Beyzaie, Niloofar Beyzai, persisch نیلوفر بیضایی oder نیلوفر بیضائی) ist eine iranische Theaterautorin und Regisseurin.

## Leben
Niloofar Beyzaie ist die Tochter des Theater- und Filmregisseurs Bahram Beyzaie (Bahram Beyzai) und der aus einer Theaterfamilie stammenden Monir Azam Raminfar. Ihr Onkel Iraj Raminfar ist ein im Iran bekannter Kostüm- und Bühnendesigner. Der Onkel ihrer Mutter ist Abbas Javanmard, der sich in den 1940er und 1950er Jahren im Iran als Theaterregisseur einen Namen gemacht hat.
Niloofar Beyzaie lebt seit 1985 in Frankfurt am Main im Exil. Nach dem Studium der Germanistik, Theater-, Film- und Medienwissenschaft (TFM) und Pädagogik (Magister Artium) an der Johann Wolfgang Goethe-Universität Frankfurt gründete sie 1994 die freie Theatergruppe Daritsche. Die Gruppe führte mehrere Theaterstücke unter ihrer Regie in Frankfurt und in anderen Städten Europas, Kanadas und den USA auf.
Sie setzt sich für Frauenrechte und die Menschenrechte im Iran ein und engagiert sich im Exil für die Rechte der iranischen Frauen, der iranischen LGBTQ Community und der religiösen Minderheiten insbesondere die Bahais.

## Wirken
Zentrale Themen ihrer Theaterarbeit sind „die Frau“, „das Fremdsein“ und „das Leid des Individuums in der Masse“. Sie beschäftigt sich in ihrem Theater mit zeitgenössischen Themen und setzt sich mit einem gesellschaftskritischen Blick mit dem Iran und den daraus folgenden menschlichen Schicksalen auseinander. Ihre Theaterstücke sind formal an postdramatische Theaterformen angelehnt. Einige ihrer Theaterstücke haben dokumentarischen Charakter. Ihre Theaterstücke werden seit 1995 in Deutschland, Europa, USA und Kanada aufgeführt. Seit 2010 werden ihre Stücke in persischer Sprache mit deutschen Übertiteln aufgeführt. Neben ihrer Theaterarbeit schreibt sie Artikel übers Theater und über die politische und gesellschaftliche Situation im Iran, insbesondere die der Frauen.
2005 wurde sie von der persischen Weltakademie für Kunst, Literatur und Medien in Budapest für ihre engagierte Theaterarbeit im Exil als beste Regisseurin in der Kategorie Darstellende Künste ausgezeichnet. Im gleichen Jahr wurde ihr Theaterstück „Töchter der Sonne“ (Komm, Tanz mit mir) in der Schweiz vom Theater Maralam unter Regie von Peter Braschler aufgeführt.
Die Neuinszenierung ihres Stückes „Niemandsland“ wurde im März 2009 in deutscher Sprache in Karlsruhe aufgeführt.
Im Oktober 2009 wurde Beyzaies Theaterstück Eine Akte, Zwei Morde in Frankfurt am Main uraufgeführt (danach in einigen deutschen Städte sowie in Kopenhagen, Wien und Vancouver). Es ist ein dokumentarisches Theaterstück über den politischen Mord des Ehepaars Forouhar. Ab diesem Stück wurden alle ihre Theaterstücke mit deutschen Übertiteln aufgeführt und somit auch einem nicht persischsprachigen Publikum zugänglich gemacht.
Ihr Theaterstück Von Angesicht zu Angesicht. An der Schwelle zur kalten Jahreszeit (2012) handelt von zwei wichtigen Frauen der iranischen Geschichte: Tahirih Qurrat al-ʿAin und Forough Farokhzad. Dieses Stück wurde im Oktober 2011 in Frankfurt und Köln und danach in Toronto, Ottawa, Los Angeles aufgeführt.
Nach einer kurzen Theaterpause inszenierte Beyzaie 2015 ein Theaterstück ihres Vaters: In Gegenwart des Windes. Das Theaterstück hatte am 3. Oktober 2015 Premiere in Frankfurt. Weitere Aufführungen fanden bis Oktober 2016 in London, Köln, Heidelberg, St Andrews und in Würzburg (in Kooperation mit dem Theater ensemble Würzburg) statt.
Beyzaie inszenierte 2017 das Theaterstück An diesem Ort und in dieser Zeit, das auf Geschichten der Schriftstellerin Mahshid Amirshahy basiert. Das Stück hatte am 28. Oktober 2017 Premiere am Internationalen Theater Frankfurt. Das Stück wurde außerdem in Köln, Berlin und Heidelberg in persischer Sprache und mit deutschen Übertiteln aufgeführt. Bis Juni 2018 waren weitere Gastspiele in Nürnberg und Zürich zu sehen.
Das Stück An diesem Ort und in dieser Zeit bekam im Februar 2018 den Publikumspreis des iranischen Theaterfestivals in Heidelberg als bestes Theaterstück.
Niloofar Beyzaie wurde am 2. und am 3. März 2018 in Vancouver von der Kulturgesellschaft iranischer Frauen zum Weltfrauentag für ihr Gesamtwerk und ihrer unermüdlichen Theaterarbeit geehrt. In diesem Rahmen werden Ausschnitte aus mehreren Theaterstücke von ihr, von einer in Vancouver ansässigen Theatergruppe aufgeführt. Das Stück heißt Lady in Mirror (Der Titel entstammt dem ersten Theaterstück von Frau Beyzaie mit dem Titel Banu in der Spiegelstadt) und wurden von dem jungen Theaterregisseur Hessam Anvari Ardakani inszeniert.
2022 inszenierte sie das Theaterstück "Von namenlosen Steinen bis Mahsa, Tochter des Iran". Die erste Episode dieses Theaterstücks beinhaltet vier Erzählungen von Ehefrauen und Müttern politischer Gefangener in den 1980er Jahren im Iran und die zweite Episode thematisiert die Situation des heutigen Irans nach der Ermordung von Jina Mahsa Amini durch die iranische Sittenpolizei. Dieses Theaterstück wurde u. a. im Rahmen des Solidaritätsabends mit der iranischen Protestbewegung im Februar 2023 im Gallus Theater Frankfurt am Main aufgeführt.

### Inszenierungen (Regisseurin)
- 1988 Namenlos
- 1996–1997 Marjan, Mani und einige kleine Schwierigkeiten
- 1997–1998 Das Letzte Spiel
- 1998–1999 Niemandsland
- 1999–2000 Ein Messer im Rücken, Text: Kaveh Esmaili
- 2000–2001 Die blauen Träume der grauen Frauen
- 2001–2002 Drei Meinungen über einen Tod (basiert auf einem Text von: Mina Assadi)
- 2004–2005 Die blinde Eule, (Basierend auf einem Text von Sadegh Hedayat)
- 2005 Die blinde Eule (zweisprachig in Kooperation mit Tom Peifer, Mainzer Kammerspiele)
- 2006–2007 Fremd wie Du und Ich (basiert auf einem Text von: Farhang Kassraei und Maria Piniella, auf Deutsch)
- 2007–2008 Die Stimme der Stille (in deutscher Sprache)
- 2009 Niemandsland (Neuinszenierung in deutscher Sprache)
- 2009 Eine Akte, Zwei Morde (in persischer Sprache mit deutschen Übertiteln)
- 2011 Aus den Tagebüchern oder wie die Revolution ihre Enkelkinder frisst (auf Deutsch)
- 2011 Von Angesicht zu Angesicht. An der Schwelle zur kalten Jahreszeit (in persischer Sprache mit deutschen Übertiteln)
- 2015–2017 In Gegenwart des Windes (Text: Bahram Beyzaie, in persischer Sprache mit deutschen Übertiteln)
- 2017–2018 An diesem Ort und in dieser Zeit (Basierend auf Kurzgeschichten von Mahshid Amirshahy, in persischer Sprache mit deutschen Übertiteln)
- 2018–2020 Die Verschollenen (Basierend auf Texten von Roya Ghiassi, Shokufeh Montazeri, Ghorbanali Shokri, in persischer Sprache mit deutschen Übertiteln)[18]
- 2019 Wenn Liebe eine Sünde ist (Textzusammentragung: Zhaleh Mosaed, in persischer Sprache mit deutschen Übertiteln)[19]
- 2021 Spiel im Spiel (Mit Verweisen auf den Roman "Die blaue Vernunft" von Shahrnush Parsipour)
- 2022–2023 Von namenlosen Steinen bis Mahsa, die Tochter des Iran (Basierend auf Texten aus dem Buch „The Song of Looking Through the Dark Window“, Hrsg.: Mehdi Aslani, N. Rahai und Twitter-Posts junge Iraner)

### Theaterstücke (Autorin)
- 1994 Banu in der Spiegelstadt (wurde im selben Jahr unter Regie von Mohsen Hosseini in Frankfurt am Main aufgeführt)
- 1995 Marjan, Mani und einige kleine Schwierigkeiten
- 1996 Das letzte Spiel
- 1997 Niemandsland
- 2000 Die blauen Träume der grauen Frauen
- 2005 Komm Tanz mit mir (Töchter der Sonne)
- 2006 Die Stimme der Stille
- 2009 Eine Akte, zwei Morde
- 2011 Aus den Tagebüchern oder wie die Revolution ihre Enkelkinder frisst
- 2011 Von Angesicht zu Angesicht. An der Schwelle zur kalten Jahreszeit
- 2021 Spiel im Spiel

### Theaterstücke (Dramaturgin)
- 2002 Drei Meinungen über einen Tod (Geschichten von Mina Assadi)
- 2004 Die blinde Eule (Roman von Sadegh Hedayat)
- 2006 Fremd wie Du und Ich[20]
- 2006 Die Stimme der Stille[20][21]
- 2017 An diesem Ort und in dieser Zeit (Texte von Mahshid Amirshahi)
- 2018 Die Verschollenen[22]
- 2019 Wenn Liebe eine Sünde ist
- 2022 Von namenlosen Steinen bis Mahsa, die Tochter des Iran

## Ehrungen und Auszeichnungen
- 2005 Persische Weltakademie für Kunst, Literatur und Medien, Budapest: Beste Regisseurin in der Kategorie Darstellende Künste[23]
- 2018 Publikumspreis des iranischen Theaterfestivals in Heidelberg als bestes Theaterstück für „An diesem Ort und in dieser Zeit“.[24]
- 2018 Ehrung für Lebenswerk am 2. und am 3. März 2018 in Vancouver[15]
- 2018 Auszeichnung durch „Pasargad Stiftung“ als beste Künstlerin des Jahres[25]